# Чёрное (Рязанская область)
Чёрное — деревня в Клепиковском районе Рязанской области. Входит в состав Ненашкинского сельского поселения.

## География
Находится в северной части Рязанской области на расстоянии приблизительно 18 км на север по прямой от районного центра города Спас-Клепики.

## История
На карте 1850 года показана как поселение с 68 дворами. В 1897 году здесь (тогда деревня Касимовского уезда Рязанской губернии) было учтено 105 дворов.

## Население
Численность населения: 734 человека (1897 год), 109 в 2002 году (русские 78 %), 92 в 2010.